# ロイク・コルバル
ロイク・コルバル（Loïc Korval 1988年5月15日 - ）はフランスの柔道家。階級は66kg級。

## 人物
2010年の世界選手権66kg級では準決勝で森下純平に判定で敗れたものの3位となった。その後しばらくはケガの影響などもあって低迷していたものの、2014年になるとグランドスラム・パリで3位になった。さらにヨーロッパ選手権では優勝を飾った。世界選手権では準決勝で海老沼匡に敗れるなどして5位に終わった。2015年8月の世界選手権では3回戦でイスラエルのゴラン・ポラックに終了間際に逆転の反則負けを喫した。なお、同じFlam91クラブに所属するドイツのマルティナ・トライドスとは恋人関係にある。

## ドーピング違反を巡って
ドーピング検査を受けるために提出が義務付けられていた正確な居所に、2013年6月から2014年8月までの間に3度も不在だった所謂｢No-Show｣により、フランス柔道連盟の規律委員会から2014年10月から2015年8月まで10ヶ月に渡る大会への出場停止処分を受けた。しかしながら、2015年3月にアンチドーピング活動に関わる情報をインターネット上で総合的に管理する｢ADAMS｣と呼ばれるソフトウエアの誤作動で4度目のNo-Showと認定される事態となった。このことから過去のNo-Showも当局の不備に基づくものだとの主張が認められて、出場停止処分が解除された。一方で、2015年9月にはフランスの反ドーピング機関であるAFLDの方から過去の｢No-Show｣違反により、2年間に及ぶ全ての大会への出場停止処分が下された。それを不服として国務院に停止処分の凍結を求めて提訴した。2016年4月15日には異議申し立ての結果、2年から1年への暫定的な軽減処分が下されて、リオデジャネイロオリンピックの可能性もとりあえず残された。しかし5月に国務院は、コルバルには依然半年ほどの停止期間が残っているとの最終的な判断を示した。これにより、リオデジャネイロオリンピックには結局出場できないことが決まった。

## 主な戦績
- 2009年 - ベルギー国際　優勝
- 2009年 - ワールドカップ・ブカレスト　2位
- 2009年 - ワールドカップ・タリン　優勝
- 2010年 - ベルギー国際　優勝
- 2010年 - グランドスラム・パリ　5位
- 2010年 - グランプリ・デュッセルドルフ　3位
- 2010年 - ヨーロッパ選手権　5位
- 2010年 - グランドスラム・リオデジャネイロ　3位
- 2010年 - 世界選手権　3位
- 2010年 - グランドスラム・東京　5位
- 2010年 - グランプリ・青島　5位
- 2011年 - グランドスラム・パリ　5位
- 2014年 - グランドスラム・パリ　3位
- 2014年 - グランプリ・サムスン　2位
- 2014年 - ヨーロッパ選手権　優勝
- 2014年 - 世界選手権　5位
- 2015年 - グランドスラム・バクー　3位
- 2015年 - ヨーロッパ競技大会　個人戦　3位　団体戦　優勝
- 2016年 -　グランプリ・ハバナ　2位

(出典、JudoInside.com)。